# 懐公 (晋)
懐公（かいこう、? - 紀元前636年）は、中国春秋時代の晋の君主（在位：紀元前637年 - 紀元前636年）。姓は姫、諱は圉。
晋の恵公と梁嬴のあいだの子として生まれ、太子に立てられた。紀元前645年、恵公が韓原の戦いで秦軍に敗れて捕らえられると、太子圉を人質とする条件で解放された。太子圉は秦の穆公に懐嬴を妻としてめあわされた。
紀元前638年、太子圉は秦から逃げ出して晋に帰国した。翌年に恵公が死去すると、晋侯として即位した。懐公が勝手に逃げ出した事に怒った秦の穆公は、当時楚の成王のもとにいた晋の公子重耳（のちの文公で懐公の伯父）を迎えて、晋に入れようとした。
懐公は盛名の高い重耳の帰還を大いに恐れ、重耳の側近の狐毛・狐偃兄弟の召還命令を拒否した父の狐突を処刑したりと、晋国内で重耳に味方しそうな大夫を弾圧する恐怖政治を行い、そのために大夫たちの支持を失った。紀元前636年1月、秦軍は重耳の帰国を送った。重耳が曲沃に入ると、懐公は高梁で殺害された。